# Natação no Campeonato Europeu de Esportes Aquáticos de 2016 - 200 m livre feminino
A prova dos 200 metros livre feminino da natação no Campeonato Europeu de Esportes Aquáticos de 2016 ocorreu nos dias 20 e 21 de maio em Londres, no Reino Unido. 

## Calendário
| Fase          | Data       | Hora  |
| ------------- | ---------- | ----- |
| Eliminatórias | 20 de maio | 10:17 |
| Semifinal     | 20 de maio | 18:15 |
| Final         | 21 de maio | 16:36 |

Todos os horários estão no horário local (UTC+0)

## Recordes
Antes desta competição, os recordes eram os seguintes:
| Recorde mundial       | Federica Pellegrini | 1:52.98 | Roma      | 29 de julho de 2009  |
| Recorde europeu       | Federica Pellegrini | 1:52.98 | Roma      | 29 de julho de 2009  |
| Recorde do campeonato | Federica Pellegrini | 1:55.45 | Budapeste | 14 de agosto de 2010 |

## Medalhistas
| Ouro                      | Prata                 | Bronze                 |
| Federica Pellegrini (ITA) | Femke Heemskerk (NED) | Charlotte Bonnet (FRA) |

## Resultados

### Eliminatórias
Esses foram os resultados das eliminatórias. 
| Pos. | Bateria | Raia | Nadadora             | Nacionalidade        | Tempo   | Notas |
| ---- | ------- | ---- | -------------------- | -------------------- | ------- | ----- |
| 1    | 6       | 4    | Femke Heemskerk      | Países Baixos        | 1:57.91 | Q     |
| 2    | 5       | 4    | Federica Pellegrini  | Itália               | 1:57.96 | Q     |
| 3    | 7       | 5    | Charlotte Bonnet     | França               | 1:58.54 | Q     |
| 4    | 5       | 7    | Patricia Castro      | Espanha              | 1:58.72 | Q     |
| 5    | 6       | 6    | Nina Rangelova       | Bulgária             | 1:59.17 | Q     |
| 6    | 7       | 9    | Maria Ugolkova       | Suíça                | 1:59.47 | Q     |
| 7    | 5       | 3    | Esmee Vermeulen      | Países Baixos        | 1:59.51 | Q     |
| 7    | 5       | 5    | Melani Costa         | Espanha              | 1:59.51 | Q     |
| 9    | 6       | 7    | Andrea Murez         | Israel               | 1:59.62 | Q     |
| 10   | 6       | 1    | Ajna Késely          | Hungria              | 1:59.93 | Q     |
| 11   | 7       | 3    | Robin Neumann        | Países Baixos        | 1:59.96 |       |
| 12   | 7       | 1    | Martina De Memme     | Itália               | 2:00.06 | Q     |
| 13   | 7       | 0    | Camilla Hattersley   | Reino Unido          | 2:00.12 | Q     |
| 14   | 7       | 6    | Ellie Faulkner       | Reino Unido          | 2:00.18 | Q     |
| 15   | 4       | 4    | Lotte Goris          | Bélgica              | 2:00.32 | Q     |
| 16   | 4       | 8    | Tjaša Pintar         | Eslovênia            | 2:00.68 | Q     |
| 17   | 5       | 1    | Evelyn Verrasztó     | Hungria              | 2:00.78 | Q     |
| 17   | 6       | 5    | Alice Mizzau         | Itália               | 2:00.78 |       |
| 19   | 6       | 2    | Georgia Coates       | Reino Unido          | 2:00.83 |       |
| 20   | 4       | 7    | Noemi Girardet       | Suíça                | 2:00.94 |       |
| 21   | 6       | 8    | Margaux Fabre        | França               | 2:01.21 |       |
| 22   | 5       | 2    | Erica Musso          | Itália               | 2:01.23 |       |
| 23   | 6       | 3    | Marrit Steenbergen   | Países Baixos        | 2:01.32 |       |
| 24   | 3       | 4    | Marte Løvberg        | Noruega              | 2:01.67 |       |
| 25   | 4       | 5    | Stina Gardell        | Suécia               | 2:01.71 |       |
| 26   | 4       | 2    | Juliette Casini      | Bélgica              | 2:01.82 |       |
| 27   | 5       | 8    | Cecilie Johannessen  | Noruega              | 2:02.00 |       |
| 28   | 2       | 6    | Nika Petrič          | Eslovênia            | 2:02.18 |       |
| 29   | 5       | 9    | Janja Šegel          | Eslovênia            | 2:02.20 |       |
| 30   | 6       | 0    | Georgina Boyle       | Reino Unido          | 2:02.25 |       |
| 31   | 2       | 5    | Diana Sokołowska     | Polónia              | 2:02.36 |       |
| 32   | 2       | 1    | Špela Bohinc         | Eslovênia            | 2:02.37 |       |
| 33   | 6       | 9    | Anna Kolářová        | Chéquia              | 2:02.40 |       |
| 33   | 3       | 8    | Paula Żukowska       | Polónia              | 2:02.40 |       |
| 35   | 3       | 6    | Diana Duraes         | Portugal             | 2:02.81 |       |
| 36   | 7       | 7    | Cloe Hache           | França               | 2:02.88 |       |
| 37   | 7       | 2    | Lisa Zaiser          | Áustria              | 2:03.16 |       |
| 38   | 4       | 0    | Valentine Dumont     | Bélgica              | 2:03.27 |       |
| 39   | 3       | 5    | Gizem Bozkurt        | Turquia              | 2:03.33 |       |
| 40   | 5       | 0    | Danielle Villars     | Suíça                | 2:03.45 |       |
| 41   | 4       | 9    | Henriette Stenkvist  | Suécia               | 2:03.50 |       |
| 42   | 3       | 3    | Wioletta Orczykowska | Polónia              | 2:03.64 |       |
| 43   | 2       | 4    | Věra Kopřivová       | Chéquia              | 2:04.42 |       |
| 44   | 3       | 1    | Julia Kukla          | Áustria              | 2:04.49 |       |
| 45   | 2       | 2    | Anniina Ala-Seppälä  | Finlândia            | 2:04.56 |       |
| 45   | 3       | 2    | Monika Czerniak      | Polónia              | 2:04.56 |       |
| 47   | 2       | 7    | Tanja Kylliaeinen    | Finlândia            | 2:05.06 |       |
| 48   | 3       | 7    | Aino Otava           | Finlândia            | 2:05.92 |       |
| 49   | 3       | 0    | Camille Bouden       | Bélgica              | 2:06.17 |       |
| 50   | 4       | 3    | Daryna Zevina        | Ucrânia              | 2:06.34 |       |
| 51   | 1       | 4    | Elena Giovannini     | San Marino           | 2:07.01 |       |
| 52   | 2       | 0    | Sara Nysted          | Ilhas Feroé          | 2:07.14 |       |
| 53   | 1       | 3    | Sara Lettoli         | San Marino           | 2:07.29 |       |
| 54   | 4       | 1    | Esra Kaçmaz          | Turquia              | 2:07.58 |       |
| 55   | 1       | 6    | Monica Ramírez       | Andorra              | 2:08.57 |       |
| 56   | 2       | 9    | Nejla Karić          | Bósnia e Herzegovina | 2:08.68 |       |
| 57   | 1       | 5    | Elisa Bernardi       | San Marino           | 2:09.67 |       |
| 58   | 1       | 7    | Nikol Merizaj        | Albânia              | 2:09.94 |       |
| 59   | 3       | 9    | Laura Lajunen        | Finlândia            | 2:11.10 |       |
| 60   | 2       | 3    | Tatiana Perstniova   | Moldávia             | 2:12.75 |       |
| 61   | 1       | 1    | Monika Vasilyan      | Armênia              | 2:12.80 |       |
| 62   | 1       | 2    | Nadia Tudo           | Andorra              | 2:13.92 |       |
| 63   | 4       | 6    | Claudia Hufnagl      | Áustria              | DNS     |       |
| 63   | 7       | 8    | Fatima Gallardo      | Espanha              | DNS     |       |
| 63   | 2       | 8    | Sycerika McMahon     | Irlanda              | DNS     |       |
| 63   | 5       | 6    | Louise Hansson       | Suécia               | DNS     |       |
| 63   | 7       | 4    | Sarah Sjöström       | Suécia               | DNS     |       |

### Semifinal
Esses foram os resultados das semifinais. 
Semifinal 1
| Pos. | Raia | Nadadora            | Nacionalidade | Tempo   | Notas |
| ---- | ---- | ------------------- | ------------- | ------- | ----- |
| 1    | 4    | Federica Pellegrini | Itália        | 1:56.73 | Q     |
| 2    | 8    | Evelyn Verrasztó    | Hungria       | 1:58.66 | Q     |
| 3    | 2    | Ajna Késely         | Hungria       | 1:58.69 | Q     |
| 4    | 5    | Patricia Castro     | Espanha       | 1:58.83 | Q     |
| 5    | 3    | Maria Ugolkova      | Suíça         | 1:58.97 |       |
| 6    | 6    | Esmee Vermeulen     | Países Baixos | 1:59.66 |       |
| 7    | 7    | Camilla Hattersley  | Reino Unido   | 2:00.27 |       |
| 8    | 1    | Lotte Goris         | Bélgica       | 2:00.28 |       |

Semifinal 2
| Pos. | Raia | Nadadora         | Nacionalidade | Tempo   | Notas |
| ---- | ---- | ---------------- | ------------- | ------- | ----- |
| 1    | 4    | Femke Heemskerk  | Países Baixos | 1:56.68 | Q     |
| 2    | 5    | Charlotte Bonnet | França        | 1:57.64 | Q     |
| 3    | 6    | Melani Costa     | Espanha       | 1:58.10 | Q     |
| 4    | 3    | Nina Rangelova   | Bulgária      | 1:58.68 | Q     |
| 5    | 7    | Martina De Memme | Itália        | 1:59.31 |       |
| 6    | 1    | Ellie Faulkner   | Reino Unido   | 1:59.84 |       |
| 7    | 2    | Andrea Murez     | Israel        | 1:59.91 |       |
| 8    | 8    | Tjaša Pintar     | Eslovênia     | 2:00.54 |       |

### Final
Esse foi o resultado da final. 
| Pos.              | Raia | Nadadora            | Nacionalidade | Tempo   | Notas |
| ----------------- | ---- | ------------------- | ------------- | ------- | ----- |
| Medalha de ouro   | 5    | Federica Pellegrini | Itália        | 1:55.93 |       |
| Medalha de prata  | 4    | Femke Heemskerk     | Países Baixos | 1:55.97 |       |
| Medalha de bronze | 3    | Charlotte Bonnet    | França        | 1:56.51 |       |
| 4                 | 6    | Melani Costa        | Espanha       | 1:58.08 |       |
| 5                 | 2    | Evelyn Verrasztó    | Hungria       | 1:58.16 |       |
| 6                 | 1    | Ajna Késely         | Hungria       | 1:58.24 |       |
| 7                 | 7    | Nina Rangelova      | Bulgária      | 1:58.27 |       |
| 8                 | 8    | Patricia Castro     | Espanha       | 1:58.69 |       |

Legenda
| Recorde mundial       | Recorde mundial (World record)               |                       | Recorde africano                      | Recorde africano (African) |                                           | Q | Classificado por posição (Qualified) |
| Recorde do campeonato | Recorde do campeonato (Championship record)  | Recorde da América    | Recorde da América (Americas)         | q                          | Classificado por melhor tempo (Qualified) |   |                                      |
| Melhor marca do ano   | Melhor marca do ano (World leading)          | Recorde asiático      | Recorde asiático (Asian)              | DNS                        | Não largou (Did not start)                |   |                                      |
| Recorde nacional      | Recorde nacional (National record)           | Recorde europeu       | Recorde europeu (European)            | DNF                        | Não terminou (Did not finish)             |   |                                      |
| Recorde pessoal       | Recorde pessoal do atleta (Personal best)    | Recorde da Oceania    | Recorde da Oceania (Oceania)          | DSQ / DQ                   | Desclassificado (Disqualified)            |   |                                      |
| Recorde da temporada  | Recorde da temporada do atleta (Season best) | Recorde sul-americano | Recorde sul-americano (South America) | NM                         | Sem marca (No mark)                       |   |                                      |